# Alex Lenderman
Alex Lenderman (eigentlich Aleksandr Lenderman; * 23. September 1989 in Leningrad) ist ein US-amerikanischer Schachmeister mit russischen Wurzeln.

## Leben
Lenderman lernte als etwa Neunjähriger Schach von seinem Großvater bei einem Ferienaufenthalt in Deutschland. Seine ersten Trainer waren Mikail Katz und Mikhail Trossman. Lenderman gewann zahlreiche Schülerturniere in den USA und machte rasche Fortschritte. 2005 gewann er die Jugendweltmeisterschaft U16 in Belfort. Im Oktober 2005 wurde Lenderman Internationaler Meister. Die erforderlichen Normen erreichte er im August 2003 bei einem First Saturday-Turnier in Budapest, im März 2005 beim Foxwood Open in Mashantucket und im Juli 2005 beim 2005 World Open in Philadelphia, außerdem wurde ihm auch der Gewinn der Jugendweltmeisterschaft U16 im Juli 2005 als IM-Norm angerechnet. Im Jahr 2008 gewann er den USCF Grand Prix, einen jährlichen Sonderpreis von 10.000 US-Dollar für hohe Platzierungen bei US-Turnieren. 2009 errang er die erforderlichen Normen für den Großmeistertitel, wobei er diese innerhalb von 32 Tagen erzielte: in Mesa (Arizona) und in Philadelphia (beim World-Open und beim International). Der Titel wurde ihm April 2010 verliehen. 2011 erhielt er die Samford Fellowship, ein mit 42.000 US-Dollar dotiertes Stipendium.
In der United States Chess League spielte er 2008 und 2015 für die Mannschaft von Manhattan Applesauce (2008 noch unter dem Namen Queens Pioneers), mit der er 2015 den Titel gewann, 2009 für die Philadelphia Inventors, 2010 und 2012 für die New York Knights und 2014 für die Connecticut Dreadnoughts.
In Deutschland spielte er in der Saison 2012/13 für die Schachgesellschaft Solingen in der deutschen Schachbundesliga. Mit der Mannschaft der Vereinigten Staaten gewann er die panamerikanische Mannschaftsmeisterschaft 2013 in Campinas und erreichte gleichzeitig das beste Einzelergebnis am vierten Brett. Im Februar 2015 lag er auf Platz 8 der nationalen Rangliste.